# Nelly Ben-Or
Nelly Nechama Ben-Or Clynes MBE (ur. 1933 we Lwowie) – pianistka i wykładowca Guildhall School of Music and Drama. Ocalała z Holocaustu.

## Wczesne lata
Urodziła się we Lwowie w rodzinie Leona i Antoniny Podhoretz.
W czasie II wojny światowej została wraz z rodziną umieszczona w getcie we Lwowie. Udało jej się zbiec wraz z matką i siostrą. Ojciec zginął, zamordowany w niemieckim nazistowskim obozie przy ulicy Janowskiej we Lwowie. Po ucieczce rodzina została rozdzielona. Siostra Nelly ukrywała się i pracowała jako służąca. Nelly z matką wyjechały do Warszawy gdzie jej matka pracowała u rodziny Topolskich, a następnie rodziny Kowalskich, która po usłyszeniu jak gra umożliwiła jej kontynuację nauki gry na fortepianie ze swoją córką. Po upadku powstania w getcie warszawskim wraz z matką uciekły na wieś. Zamieszkały w chlewie pod Pruszkowem. Również w tych ciężkich warunkach lokalny nauczyciel muzyki pozwolił Nelly ćwiczyć.

## Okres powojenny
Po wojnie Nelly zaczęła uczęszczać do szkoły muzycznej dla utalentowanej młodzieży. W 1950 wraz z matką wyemigrowały do Izraela. 10 lat później wyjechała na studia do Wielkiej Brytanii i zdecydowała się tam zostać. W 1964 wyszła za mąż. Rozpoczęła karierę koncertową. Zapoznała się z Techniką Aleksandra i wykłada ją wraz z grą na instrumentach klawiszowych w Guildhall School of Music and Drama w Londynie. W wieku 88 lat została uhonorowana Orderem Imperium Brytyjskiego.